# Pacific Tri Nations 2005
El Pacific Tri Nations de 2005 fue la 22.ª edición y última edición del torneo de selecciones de rugby del Pacífico.
Desde el 2006 fue reemplazada por la Pacific Nations Cup.

## Equipos participantes
- Selección de rugby de Fiyi (Flying Fijians)
- Selección de rugby de Samoa (Manu Samoa)
- Selección de rugby de Tonga (ʻIkale Tahi)

## Posiciones
| Pos. | Equipo | Encuentros | Encuentros | Encuentros | Encuentros | Tantos  | Tantos    | Tantos     | Puntos Bonus | Puntos Totales |
| Pos. | Equipo | jugados    | ganados    | empatados  | perdidos   | a favor | en contra | diferencia | Puntos Bonus | Puntos Totales |
| ---- | ------ | ---------- | ---------- | ---------- | ---------- | ------- | --------- | ---------- | ------------ | -------------- |
| 1    | Samoa  | 4          | 3          | 0          | 1          | 131     | 68        | + 63       | 0            | 10             |
| 2    | Fiyi   | 4          | 3          | 0          | 1          | 74      | 81        | - 7        | 0            | 10             |
| 3    | Tonga  | 4          | 0          | 0          | 4          | 67      | 113       | - 46       | 4            | 4              |

Nota: Se otorgan 4 puntos al equipo que gane un partido y 2 al que empate
Puntos Bonus: 1 punto por convertir 4 tries o más en un partido y 1 al equipo que pierda por no más de 7 tantos de diferencia
|  | Campeón |

## Resultados
| 25 de junio | Fiyi | 19 - 11 | Tonga |  |  |
|             |      | Reporte |       |  |  |

| 2 de julio | Samoa | 50 - 28 | Tonga |  |  |
|            |       | Reporte |       |  |  |

| 9 de julio | Samoa | 36 - 10 | Fiyi |  |  |
|            |       | Reporte |      |  |  |

| 16 de julio | Tonga | 19 - 24 | Fiyi |  |  |
|             |       | Reporte |      |  |  |

| 23 de julio | Tonga | 19 - 30 | Samoa |  |  |
|             |       | Reporte |       |  |  |

| 30 de julio | Fiyi | 21 - 15 | Samoa |  |  |
|             |      | Reporte |       |  |  |